# Oční linka
Oční linka je v kosmetice barevná linka kopírující linii horních řas. Oční linky fungují na prakticky stejném principu jako fixa nebo tužka. Špička fixu vlastně umožní se dostat i do koutku oka. Např. gelové linky zvládnou i tlustější a výraznější čáru.

## Historie
Nanášení očních linek je velmi starý zvyk: Tmavé rámování očí se objevilo už v starověkém Egyptě. Jako barvivo se míchal drcený malachit nebo měděná ruda s oleji. Smísením těchto látek vznikla barva, jejíž pomocí si lidé mohli černě či zeleně orámovat oči. Orámování očí sloužilo jako doplněk, ale také jako ochrana před bakteriální infekcí. Na Středním Východě si černě rámovali oči muži, ženy i děti. Zde nesloužily jako doplněk, ale měly praktický význam: drcený antimonit chránil jejich oči v písečném pouštním prostředí.

## Druhy očních linek
- Gelové linky

Gelové linky vytvoří dramatický pohled a mají intenzivní barvu.
- Tekuté linky

S tekutými linkami lze vykreslit přesné tenké linky intenzivní barvy.
- Tužka nebo fixa na oči

Tužky a fixy se snadno aplikují na oční víčko.
- Pudrové oční linky

Pudrové oční linky se hodí na denní líčení.